# Bürs
Bürs är en ort och kommun i distriktet Bludenz i förbundslandet Vorarlberg i Österrike. Orten Bürs är sammanvuxen med Bludenz, endast floden Ill skiljer de båda orterna åt. 